# Ishenim
Ishenim (en kirghize : Ишеним) est un parti politique du Kirghizistan pro-Japarov.
Le parti arrive en deuxième position lors des élections législatives de 2021 en remportant 12 sièges.

## Résultats électoraux

### Élections législatives
| Année | Voix    | %     | Élus    | Rang |
| ----- | ------- | ----- | ------- | ---- |
| 2021  | 176 382 | 13,63 | 12 / 90 | 2e   |